# Campionato italiano maschile di pallanuoto 1919
Il campionato italiano 1919 è stata la 4ª edizione della massima serie, ed allora unica, del campionato italiano maschile di pallanuoto. Il torneo è stato disputato a Como, e ha visto competere tre squadre. Il torneo, organizzato dalla Federazione Italiana di Nuoto Rari Nantes, fu il primo dopo la pausa dovuta alla guerra.

## Risultati
| Data    | Gara   | Gara | Gara              |
| ------- | ------ | ---- | ----------------- |
| 16 ago. | Milano | 1-1  | Genoa             |
| 16 ago. | Milano | 4-1  | Sport Club Italia |
| 17 ago. | Genoa  | 4-0  | Milano            |

## Classifica
|  |    | Classifica finale 1919 | Pt | G | V | N | P | GF | GS | DR |
|  | -- | ---------------------- | -- | - | - | - | - | -- | -- | -- |
|  | 1. | Genoa                  | 2  | 1 | 1 | 0 | 0 | 4  | 0  | +4 |
|  | 2. | Milano                 | 0  | 1 | 0 | 0 | 1 | 0  | 4  | -4 |
|  | 3. | Sport Club Italia      | 0  | 0 | 0 | 0 | 0 | 0  | 0  | 0  |

### Verdetti
- Genoa Campione d'Italia 1919